# 長濱庄

臺東廳管內圖(1938年)

長濱庄為臺灣日治時期1937年至1945年間存在之行政區，轄屬台東廳新港郡。今台東縣長濱鄉。

## 行政區劃
長濱地區在清治時期至日治初期隸屬廣鄉、奉鄉，臺東廳在1897年6月成立後，廣鄉隸屬「卑南辨務署」，奉鄉隸屬「水尾辨務署」。1900年5月3日，此地區改隸「成廣澳出張所」。1901年11月11日，成廣澳出張所改為「成廣澳支廳」。1905年7月17日，臺東廳改劃設為以地名稱呼的20區，長濱地區被劃為「加走灣區」、「成廣澳區」。1914年5月23日，臺東廳實施街庄整併。長濱地區此時的街庄如下：
- 加走灣區
  - 奉鄉：姑仔律社
  - 廣鄉：加走灣庄、大掃別庄、三間屋、馬稼海社
- 成廣澳區
  - 廣鄉：石寧埔庄、彭仔存庄

1920年10月1日，原堡里鄉澚之行政區廢除，街庄社改為大字；成廣澳支廳更名為「新港支廳」，長濱地區此時的大字如下：
- 加走灣區：加走灣、三間屋、馬稼海、姑子律、大掃別
  - 大掃別大字下有「掃別」、「竹湖」小字名
  - 三間屋大字下有「三間屋」、「大俱來」小字名
  - 姑子律大字下有「姑子律」、「大峰峰」小字名
- 成廣澳區：彭子存、石寧埔
  - 彭子存大字下有「彭子存」、「八桑安」、「僅那鹿角」小字名
  - 石寧埔大字下有「石寧埔」、「旦(日曼)」小字名

1931年10月1日，成廣澳區裁撤，成廣澳、沙汝灣併入「新港區」，石寧埔、彭子存併入「加走灣區」。1937年10月1日，臺東廳實施街庄制，改支廳為郡、改區為街庄，加走灣區因此改為新港郡「長濱庄」，轄域內分為長濱（Nagahama）、寧埔（Neiho）、城山（Shiroyama）、中濱（Nakahama）、三間屋（Sankenya）、真柄（Makara）、樟原（Kusuhara）等7個大字，大字下的小字包含：
- 中濱：掃別竹湖
- 真柄：石坑、城子埔、馬稼海
- 三間屋：三間屋、大俱來
- 樟原：姑子律、大峯峯
- 寧埔：石寧埔、烏鼻石、胆(口曼)
- 城山：僅那鹿角、八桑安、彭子存

二戰後，長濱庄改為臺東縣新港區「長濱鄉」。
| 1905年   | 1905年                                           | 1914年   | 1914年   | 1920年   | 1920年 | 1937年 | 1937年 | 現在   | 現在           |
| 區       | 街庄社                                           | 區       | 街庄社   | 街庄區   | 大字   | 街庄   | 大字   | 鄉鎮   | 村里           |
| -------- | ------------------------------------------------ | -------- | -------- | -------- | ------ | ------ | ------ | ------ | -------------- |
| 加走灣區 | 加錄社、大峯峯社、大尖石庄、姑仔律庄             | 加走灣區 | 姑仔律庄 | 加走灣區 | 姑子律 | 長濱庄 | 樟原   | 長濱鄉 | 樟原村         |
| 加走灣區 | 三間屋庄、大俱來社、水母丁庄                     | 加走灣區 | 三間屋庄 | 加走灣區 | 三間屋 | 長濱庄 | 三間屋 | 長濱鄉 | 三間村         |
| 加走灣區 | 城仔埔庄、石坑社、馬稼海社                       | 加走灣區 | 馬稼海庄 | 加走灣區 | 馬稼海 | 長濱庄 | 真柄   | 長濱鄉 | 長濱村、忠勇村 |
| 加走灣區 | 加走灣庄、加走灣中庄、加走灣頭庄                 | 加走灣區 | 加走灣庄 | 加走灣區 | 加走灣 | 長濱庄 | 長濱   | 長濱鄉 | 長濱村、忠勇村 |
| 加走灣區 | 小竹湖庄、小竹湖社、大掃別社、大掃別庄、大掃別社 | 加走灣區 | 大掃別庄 | 加走灣區 | 大掃別 | 長濱庄 | 中濱   | 長濱鄉 | 竹湖村         |
| 成廣澳區 | 大竹湖庄、大竹湖社                               | 加走灣區 | 大掃別庄 | 加走灣區 | 大掃別 | 長濱庄 | 中濱   | 長濱鄉 | 竹湖村         |
| 成廣澳區 | 彭仔存庄、僅那鹿角社、八桑安社                   | 成廣澳區 | 彭仔存庄 | 成廣澳區 | 彭子存 | 長濱庄 | 城山   | 長濱鄉 | 寧埔村         |
| 成廣澳區 | 石寧埔社、烏石鼻社                               | 成廣澳區 | 石寧埔庄 | 成廣澳區 | 石寧埔 | 長濱庄 | 寧埔   | 長濱鄉 | 寧埔村         |
| 成廣澳區 | 沙汝灣社、沙汝灣庄、胆(口曼)社                   | 成廣澳區 | 沙汝灣庄 | 成廣澳區 | 沙汝灣 | 新港庄 | 大濱   | 成功鎮 | 博愛里         |
| 成廣澳區 | 石雨傘庄、阿龜眉社、都威社                       | 成廣澳區 | 石雨傘庄 | 成廣澳區 | 成廣澳 | 新港庄 | 小湊   | 成功鎮 | 忠孝里         |
| 成廣澳區 | 微沙鹿社、白守蓮社                               | 成廣澳區 | 微沙鹿社 | 成廣澳區 | 成廣澳 | 新港庄 | 小湊   | 成功鎮 | 忠孝里         |
| 成廣澳區 | 成廣澳庄                                         | 成廣澳區 | 成廣澳庄 | 成廣澳區 | 成廣澳 | 新港庄 | 小湊   | 成功鎮 | 忠孝里         |

## 設施
- 長濱庄役場
- 長濱公學校→長濱國民學校（今長濱國小）
- 樟原公學校→樟原國民學校（今樟原國小）
- 寧埔公學校→寧埔國民學校（今寧埔國小）